# Moreno-Blütenfledermaus

Verbreitungsgebiet der Moreno-Blütenfledermaus

Die Moreno-Blütenfledermaus oder Westliche Blütenfledermaus (Glossophaga morenoi) ist ein Fledertier in der Familie der Blattnasen. Neben der Nominatform werden die Unterarten Glossophaga morenoi brevirostris und Glossophaga morenoi mexicana unterschieden.

## Merkmale
Erwachsene Exemplare erreichen eine Kopf-Rumpf-Länge von 57 bis 75 mm, eine Schwanzlänge von 5 bis 11 mm sowie ein Gewicht von 7 bis 10 g. Die Art hat 32 bis 37 mm lange Unterarme, 6 bis 13 mm lange Hinterfüße und 10 bis 15 mm lange Ohren. Das hell- oder mittelbraune Fell der Oberseite besteht aus Haaren, die an der Wurzel hell und an den Sitzen dunkel sind. Die grauen bis hellbraunen Haare der Unterseite besitzen helle Spitzen, was Raureif im Aussehen gleicht. Der Kopf ist durch eine längliche Schnauze, durch eine lange Zunge und durch ein einfaches dreieckiges Nasenblatt gekennzeichnet. Im Gegensatz zur Gray-Blütenfledermaus (Glossophaga leachii) ist der zweite obere Schneidezahn pro Seite fast von derselben Größe wie der Erste.

## Verbreitung
Diese Fledermaus lebt im Süden Mexikos in einem Gebiet, das von den Bundesstaaten Chiapas und Michoacan bis Tlaxcala reicht. Am Golf von Mexiko kommt die Westliche Blütenfledermaus nicht vor. Sie hält sich meist im Flach- und Hügelland bis 300 Meter Höhe auf und wird gelegentlich bis 1500 Meter Höhe registriert. Die Art bewohnt meist trockene Laub- und Mischwälder sowie Gebüschflächen mit dornigen Pflanzen. Dort sucht sie die Nähe von Gewässern.

## Lebensweise
Die Moreno-Blütenfledermaus ruht am Tage in Höhlen, Baumhöhlen, Gebäuden und Straßendurchlässen. Diese Verstecke teilt sie gelegentlich mit anderen Vertretern der Gattung Glossophaga. Die Nahrung besteht vorwiegend aus Nektar und Pollen, die mit weichen Früchten komplettiert werden. In der Zeit von Februar bis Dezember kommen mit einem Embryo trächtige Weibchen vor. Weibchen mit aktiven Milchdrüsen sind aus den Monaten Mai, Juni und Dezember bekannt.

## Gefährdung
Es sind keine Bedrohungen für den Bestand bekannt. Die IUCN schätzt die Gesamtpopulation als stabil ein und listet die Moreno-Blütenfledermaus als nicht gefährdet (least concern).